# Józef Wittlin

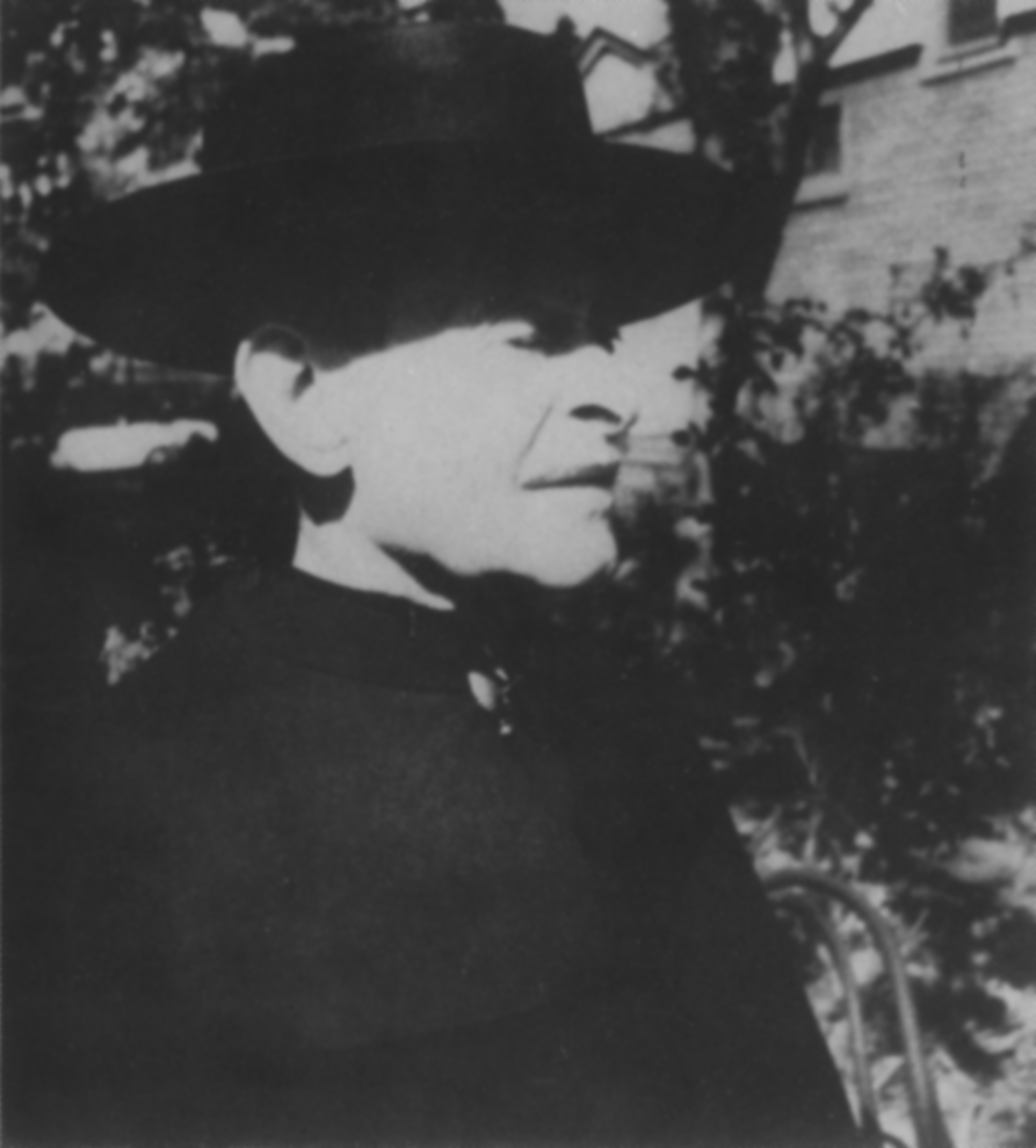

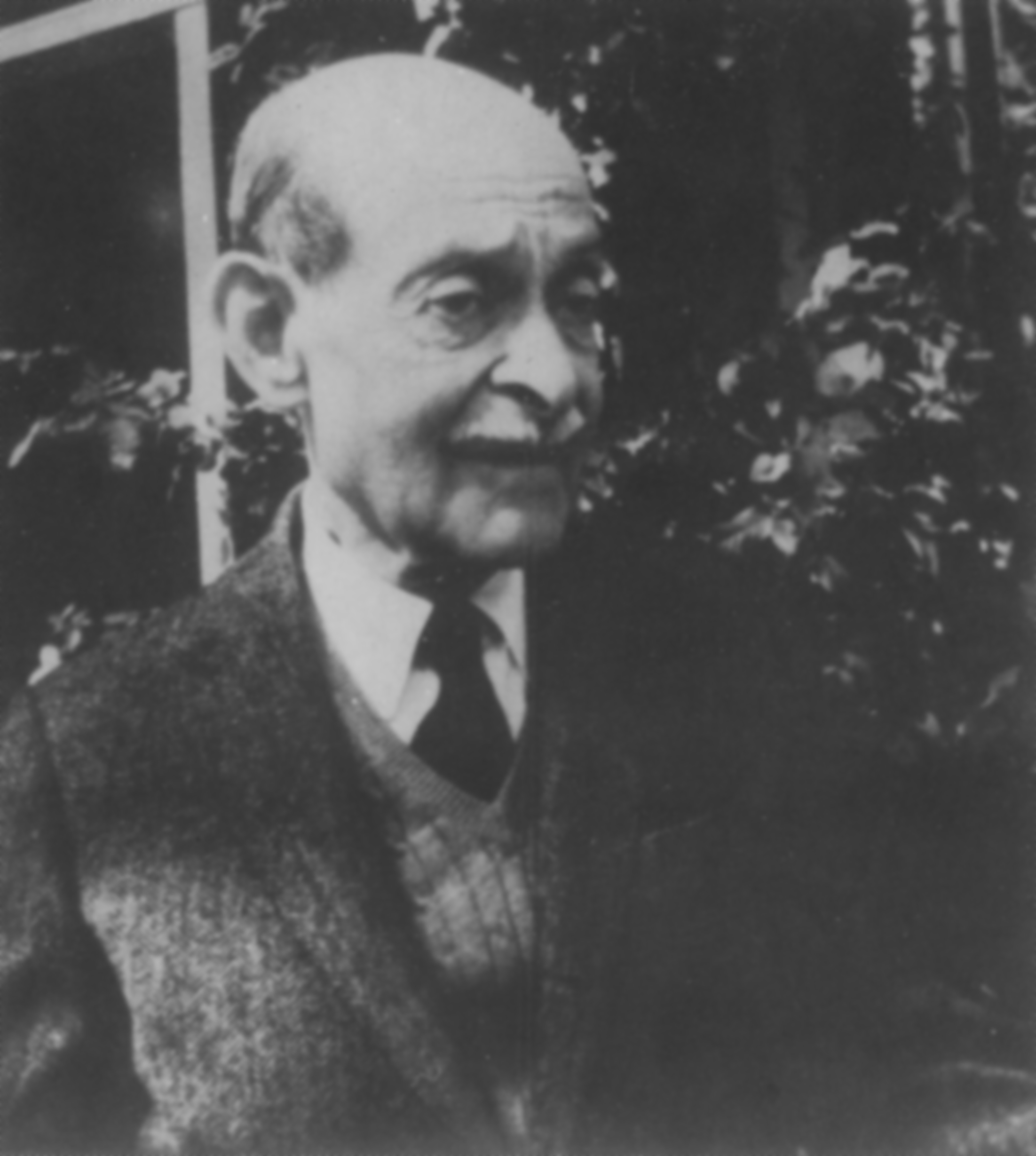

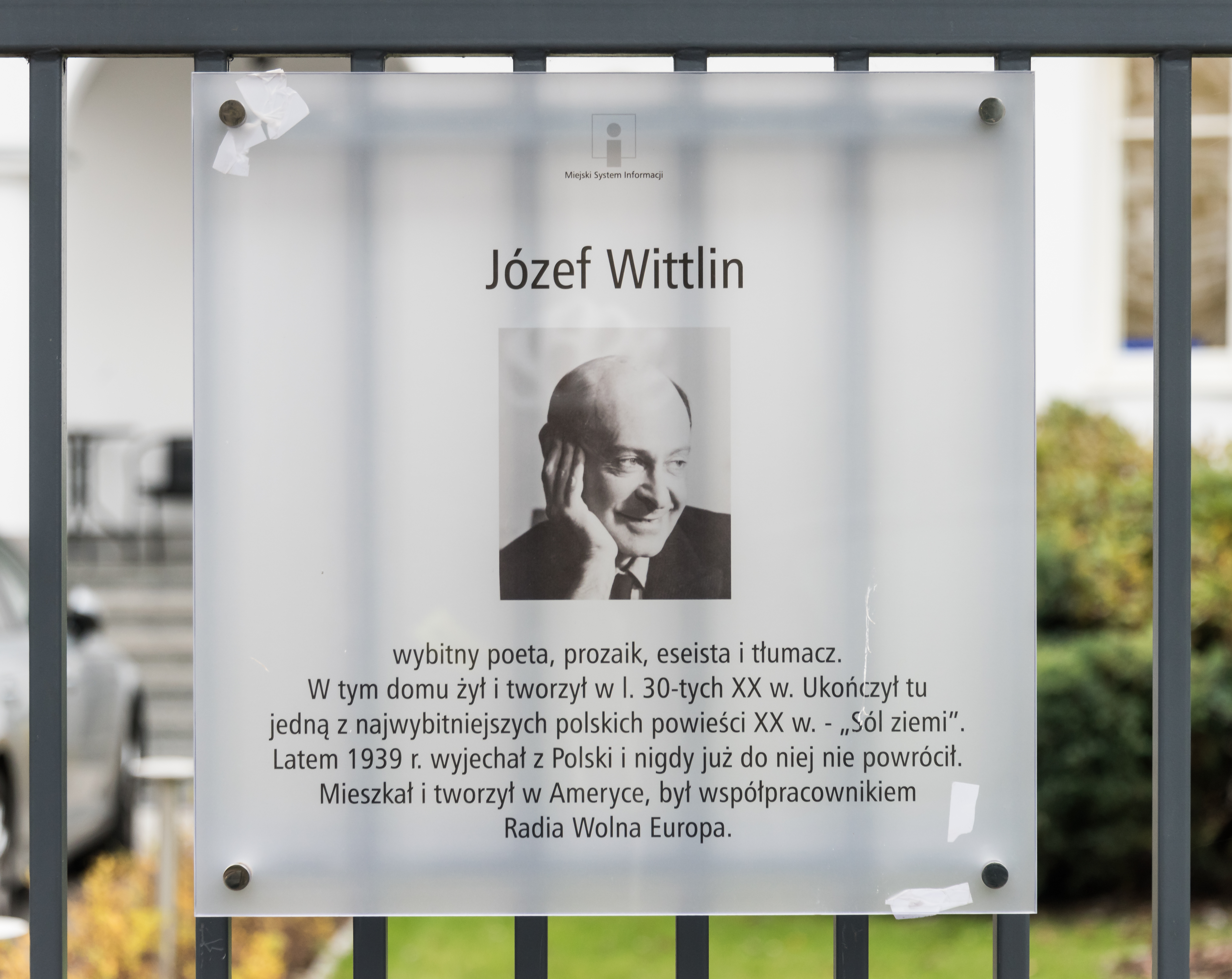
Tablica pamiątkowa przy ul. Dąbrowskiego 58 w Warszawie

Józef Wittlin (ur. 17 sierpnia 1896 w Dmytrowie, zm. 28 lutego 1976 w Nowym Jorku) – polski poeta, prozaik i tłumacz żydowskiego pochodzenia. Autor powieści, esejów i utworów poetyckich. Współpracownik Radia Wolna Europa. Jego najwyżej cenionym utworem jest powieść Sól ziemi (1935) oraz przekład Odysei Homera (1924, 1931, 1957).

## Życiorys
Rodzicami przyszłego pisarza byli Karol Wittlin i Elżbieta z Rosenfeldów. Urodził się 17 sierpnia 1896 roku w dzierżawionym przez nich majątku Dmytrów w Galicji Wschodniej. Choroba matki spowodowała, że rodzina musiała przeprowadzić się do Lwowa, gdzie w latach 1906–1914 Józef Wittlin uczęszczał do VII gimnazjum klasycznego. Zadebiutował w tamtejszej gazetce młodzieżowej „Wici” wierszem pt. Prolog. W sierpniu 1914 roku Wittlin wstąpił do ochotniczej formacji wojskowej Legion Polski; oddział ten jednak został rozwiązany ze względu na odmowę złożenia przysięgi rządowi austriackiemu. W 1915 roku Wittlin udał się do Wiednia, gdzie uzyskał maturę i rozpoczął studia filozoficzne. Nawiązał znajomość m.in. z Rilkem i Karlem Krausem. W 1916 roku, wraz z przyjacielem Josephem Rothem, wstąpił do armii austriackiej. Przeszkolenie odbył w wiedeńskim 21 batalionie feldjegrów. Stamtąd został za rozmawianie po polsku oddelegowany karnie do Kraśnika. Został wcielony do piechoty, jednak niedługo przed wymarszem na front włoski zachorował na szkarlatynę. Choroba uniemożliwiła mu bezpośredni udział w walkach, służbę wojskową odbywał poza frontem, m.in. jako tłumacz w obozie włoskich jeńców. W tym czasie pracował nad rozpoczętym już w szóstej klasie gimnazjum przekładem Odysei (wyd. w 1924).
Jako żyd zmienił wyznanie, stając się członkiem Kościoła katolickiego. W 1918 roku, po zwolnieniu z wojska Wittlin udał się do Lwowa, gdzie kontynuował studia filozoficzne i polonistyczne, oraz podjął pracę nauczyciela w prywatnych gimnazjach. Tam też zastały go walki polsko-ukraińskie o miasto, które rozpoczęły się 1 listopada 1918 roku. Doświadczenie wojny i związanej z nią przemocy wstrząsnęło poetą. W czasie spacerów po obrzeżach oblężonego miasta recytował i wykrzykiwał wiersze, które złożyły się na Hymny. W 1929 roku w eseju Ze wspomnień byłego pacyfisty Wittlin napisał, iż twórczość ta pozwoliła mu zachować równowagę psychiczną w ogarniętym wojną mieście.
W latach 1920–1922 związany był z czasopismem ekspresjonistów „Zdrój”, w którym ukazały się jego Hymny (1920). Nie był jednak silnie zaangażowany w działalność ekspresjonistyczną – nie pisał tekstów teoretycznych i programowych, a po latach krytykował ruch za próby reformowania rzeczywistości za pomocą abstrakcyjnych środków.
W 1922 roku Wittlin przeprowadził się do Łodzi. Pracował tam jako kierownik Teatru Miejskiego. Założył wraz z Henrykiem Barwińskim szkołę dramatyczną, w której sam wykładał, pisywał również recenzje teatralne dla „Głosu Polskiego”. Zajmował się ówcześnie propagowaniem pacyfizmu, m.in. poprzez szkice Wojna, pokój i dusza poety i Inwentarz kultury narodowej.
W roku 1924 ożenił się z Haliną Hendelsman, z którą miał później córkę Elżbietę (ur. 1932). Od 1925 roku Wittlin odbył liczne podróże jako stypendysta rządowy. M.in. w latach 1925–1926 przebywał we Włoszech, gdzie zbierał materiały do książki o św. Franciszku (nie została ona nigdy ukończona, w czasopismach ukazywały się jedynie jej fragmenty). W 1927 roku przeprowadził się do Warszawy, gdzie związał się ze środowiskiem skamandrytów. Pomiędzy 1929 a 1932 rokiem mieszkał we Francji, gdzie zbierał materiały do powieści Sól ziemi. Również we Francji przebywał pisarz w momencie wybuchu II wojny światowej. Udało mu się sprowadzić tam żonę i córkę. Początkowo mieszkali w Paryżu, jednak po ataku III Rzeszy na Francję przenieśli się na południe, do nieokupowanej części kraju. W 1940 roku po klęsce Francji przedostali się do Portugalii, a następnie w 1941 roku wyemigrowali do Stanów Zjednoczonych.
Wittlinowie zamieszkali w Nowym Jorku. Pisarz pracował tam jako redaktor w „Tygodniowym Przeglądzie Literackim Koła Pisarzy z Polski”, brał również udział w publikacji anglojęzycznej antologii polskiej myśli demokratycznej, wydanej w 1943 roku. Po wojnie, w latach 1946–1947, utwory emigracyjne publikowano w Polsce (m.in. w „Kuźnicy” i „Tygodniku Powszechnym”), jednak w 1952 roku Wittlin nawiązał współpracę z Radiem Wolna Europa, a następnie w 1956 roku podpisał apel o niepublikowanie w Polsce, skierowany do pisarzy na emigracji. Podpisał list pisarzy polskich na Obczyźnie, solidaryzujących się z sygnatariuszami protestu przeciwko zmianom w Konstytucji Polskiej Rzeczypospolitej Ludowej (List 59).
W 1953 roku przyjął chrzest w wyznaniu rzymskokatolickim. Zmarł w Nowym Jorku 28 lutego 1976 roku.

## Twórczość
- Hymny (1920),
- Gilgamesz (1922, 1986),
- Wojna pokój i dusza poety (1925),
- Ze wspomnień byłego pacyfisty (1929),
- Etapy (1933),
- Sól ziemi (1935),
- Mój Lwów (1946),
- Orfeusz w piekle XX wieku (1963),
- Poezje (wyd. pośmiertne, 1978),
- Walka o sławę: korespondencja. Witold Gombrowicz, Józef Wittlin, Jarosław Iwaszkiewicz, Artur Sandauer (1996).

## Opracowania twórczości
- Jacek Hajduk, Józef Wittlin w Ameryce. Klasycznie obcy, Wydawnictwo Więź, Warszawa 2023.
- Katarzyna Szewczyk-Haake, Moralna strona ludzkiego bytu. O twórczości Józefa Wittlina, Instytut Literatury[8], Kraków 2019.

## Odznaczenia
- Złoty Wawrzyn Akademicki (7 listopada 1936)[9].

## Upamiętnienie
- Tablica pamiątkowa odsłonięta w 2020 przy ul. Dąbrowskiego 58 w Warszawie[10].